# Міжнародна вища школа бізнесу (Ботевград)
Міжнародного вища школа бізнесу (IBS) — незалежний приватний ЗВО в місті Ботевград (Болгарія).
Заснована в 1991 році як Російсько-датський коледж економіки і управління. Вона є наступником Коледжу економіки і бізнесадміністрації, який на підставі позитивної оцінки від Національного агентства з оцінки та акредитації (НАОА) перетворений рішенням Народних зборів  Республіки Болгарії від 25 липня 2002 року на спеціалізований вищий навчальний заклад — Міжнародну вищу школу бізнесу з акредитацією від Національного агентства з оцінки та акредитації для надання ступенів «бакалавр», «магістр» і «доктор».
З 2004 року в Міжнародній вищій школі бізнесу діє система керування якістю, яка відповідає сучасним вимогам стандарту EN ISO 9001:2008.
Було введено Європейську систему переведення кредитів (ЕСТЅ), яка застосовується для досягнення цілей Європейського простору вищої освіти — високої якості і прозорості навчального процесу та розширення можливостей для студентської мобільності.
Міжнародна вища школа бізнесу має почесний знак DS-Label від Виконавчого агентства з освіти, аудіовізуальних засобів та культури (EACEA) Європейської комісії.
По завершенню навчання студенти отримують Європейський додаток до диплому з описом рівня, змісту і статусу пройденого навчання.
Академічний профіль Міжнародної вищої школи бізнесу: соціальні, господарські та правові науки професійного спрямування «Адміністрація і управління», «Економіка» та «Туризм».
Від 25 вересня 2017 року Міжнародна вища школа бізнесу відкриває двері для своїх студентів у новому навчальному корпусі в Софії на вулиці Вінсента ван Гога, 7.

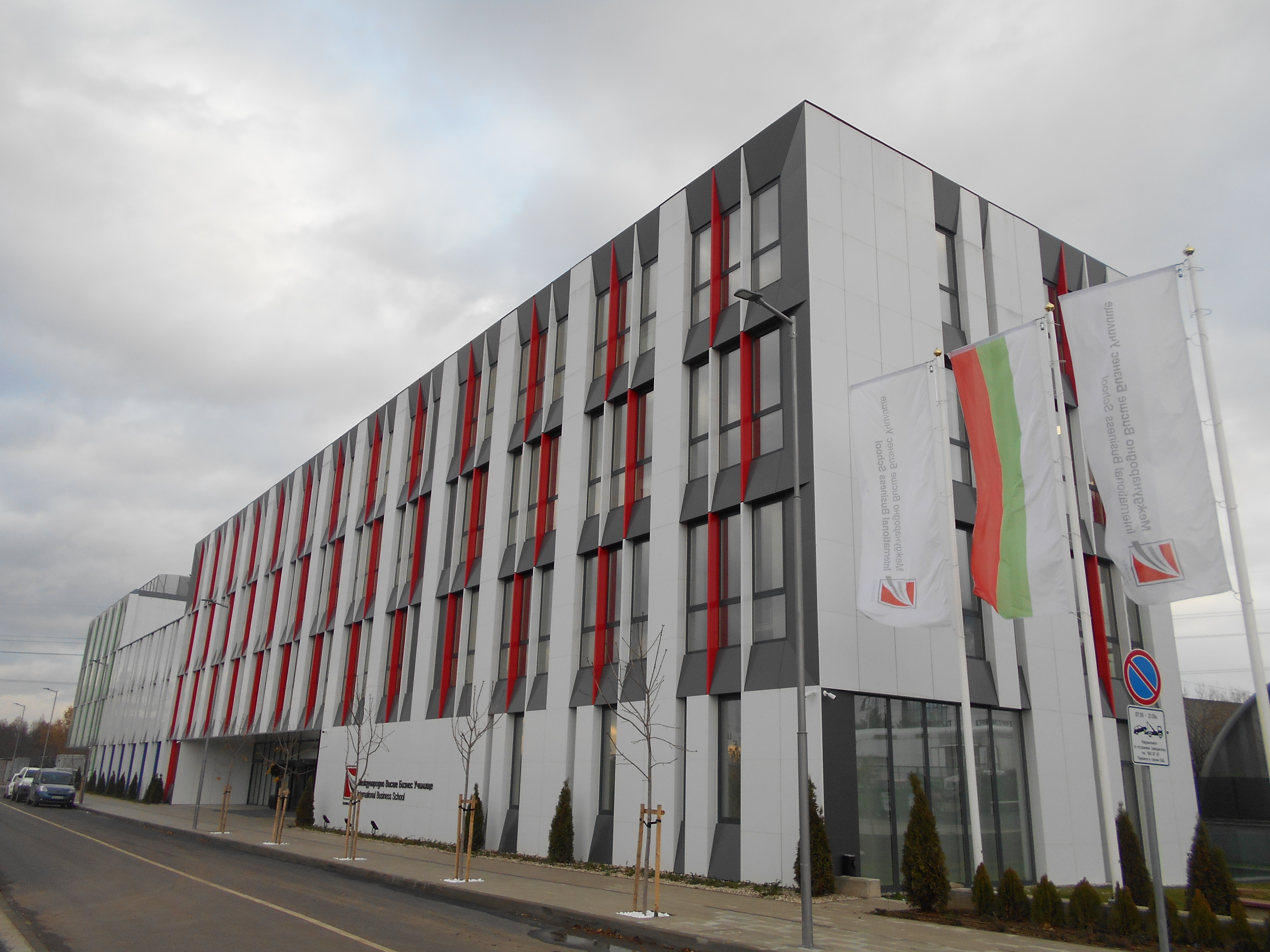
Центр дистанційного навчання

Навчальний корпус містить 16 лекційних залів, обладнаний сучасною дидактичною технікою і великий зал на 360 осіб. Будівля має студентський гуртожиток з їдальнею і відкритим офісним простором, навчальний зал і спеціальне приміщення для проведення тренінгів та сертифікації з курсів в галузі сомельєрства; бібліотеку з додатковим книгосховищем; книгарню; копі-центр; кафе; центральну адміністрацію; студентську раду з англійським двором. У 2017 році був номінований на престижну архітектурну премію Будівля року.

## Історія
МВШБ отримала акредитацію Болгарського агентства з оцінки та акредитації 25 квітня 2002 року і легалізована 39 Народними зборами Республіки Болгарія 25 липня 2002 року. На базах МВШБ в Ботевграді і Софії пропонуються для вивчення програми з Нідерландів та Данії, а також можливість опановувати їх англійською мовою.
Відповідно до положення про державні вимоги до змісту основних документів, виданих вищими навчальними закладами, МВШБ видає додаток до диплома європейського зразка кожному випускнику освітньо-кваліфікаційного ступеня «бакалавр» і/або «магістр».

## Освітні ступені і спеціальності
Навчання студентів здійснюється за освітньо-кваліфікаційними ступенями бакалавр і магістр в галузі вищої освіти: соціальні, господарські та правові науки професійного спрямування «Адміністрація і управління», «Економіка» та «Туризм».
Навчання здійснюється стаціонарно, заочно і дистанційно. Форма залежить від академічної програми і навчальної спеціальності.
Діють програми рівня бакалавра: Управління бізнесом, Міжнародний бізнес, Бухгалтерський облік та аудит, Туризм, Маркетинг. Магістерські програми охоплюють спеціальності: Управління бізнесом, Бізнес і фінанси, Оподаткування і контроль, Цифровий маркетинг, Логістика, Музичний бізнес, Підприємництво та інновації, Бухгалтерський облік і контроль, Управління та інновацій у сфері охорони здоров'я, Інформаційні системи управління, Управління проектами, Управління державним сектором туризму, Управління безпекою, Управління інформаційною безпекою, Управління подіями, Управління курортами та СПА.
МВШБ акредитована Національним агентством з оцінки та акредитації здійснювати навчання на освітній та науковий ступінь «доктор» за науковою спеціальністю: Адміністрування і управління (Управління бізнесом) в галузі 3.7 «Адміністрація і управління»; Економіка і управління (у промисловості) в галузі 3.8 «Економіка»; Економіка та управління (туризм) в галузі 3.9 «Туризм».